# Preußische Huldigung (Gemälde)

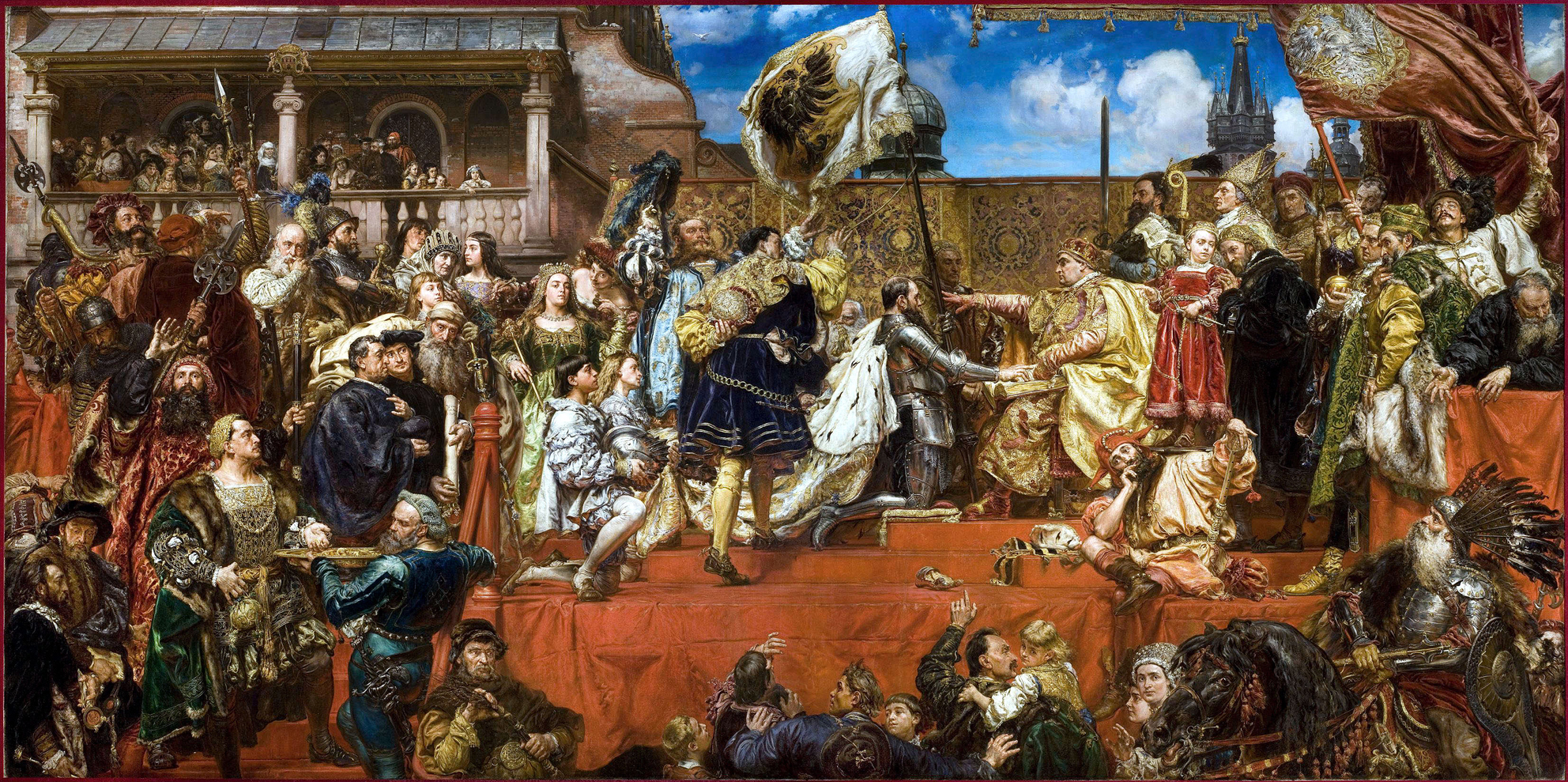
Preußische Huldigung, Gemälde von Jan Matejko, 1882

Die Preußische Huldigung (polnisch Hołd Pruski) ist ein Ölgemälde des polnischen Malers Jan Matejko, gemalt zwischen 1879 und 1882 in Krakau, das damals Teil von Österreich-Ungarn war. Es zeigt den Kniefall Albrechts von Preußen, nach dem Vertrag von Krakau Herzog von Preußen, vor Sigismund I. dem Alten, auf dem Marktplatz von Krakau am 10. April 1525. Das Gemälde ist ein patriotisches Historienbild, das die Geschichte des polnischen Staates glorifiziert. Gleichzeitig hat es eine dunkle Seite und erinnert an die Teilungen Polens im 18. Jahrhundert, an denen Preußen großen Anteil hatte. Das Gemälde gilt als ein Meisterwerk Matejkos.

## Das Bild

### Bedeutung
Das Gemälde zählt zu Matejkos wichtigsten und auch größten Werken (388 × 785 cm). Es zeigt die Vorstellung des Malers von einem politischen Triumph Polens über die Preußen, als der geschwächte Ordensstaat zum polnischen Lehen wurde. Zum Zeitpunkt der Entstehung des Gemäldes war Polen zwischen Russland, Österreich und dem preußischen Teil des Deutschen Reichs aufgeteilt. Russland und das Deutsche Reich betrieben eine deutliche Russifizierungs- bzw. Germanisierungspolitik. Matejko, der seine Kunst als „eine Art Waffe“ zur Bewahrung der kulturellen Identität und patriotischen Ermutigung seiner Landsleute in der Zeit der Unterdrückung durch die Teilungsmächte betrachtete, vermittelt in diesem Gemälde, dass die Machtverhältnisse in der Frühen Neuzeit einmal umgekehrt waren: In hellen, leuchtenden Farben stellt Matejko dar, wie der Vorfahr des deutschen Kaisers Wilhelm I. (Deutsches Reich), der Hohenzollernfürst Albrecht, vor dem polnischen König kniet und ihm den Lehnseid leistet.
Gleichzeitig deutet das Bild durch Gestik und Mimik der dargestellten Personen die zukünftigen Katastrophen an. Das ist zum Beispiel deutlich zu sehen in den Figuren des Königs, Sigismund I. des Alten und Albrechts von Preußen, der vor ihm kniet. Sigismund wird als mächtige, majestätische Gestalt porträtiert, ohne drohend zu wirken; er behandelt Albrecht mit Milde, was zeigt, dass dieser Sieg nur ein zeitweiliger ist und keine völlige, andauernde Beherrschung, die den Gegner zermalmt. Albrecht hält die Fahne mit festem Griff, aber berührt die Bibel nur vorsichtig. Schließlich liegt auch ein Panzerhandschuh auf dem Boden, eine Ankündigung einer Herausforderung Sigismunds durch Albrecht. Obwohl das Gemälde oft als antipreußisch gesehen wird, gibt es auch eine polenkritische Seite. Matejko zeigt auch, dass die Huldigung ein hohler Sieg war, ein Sieg, der nicht richtig genutzt wurde und Polens Zukunft nicht sicherte. Außer einer schwatzenden Hofdame lächelt niemand in diesem Bild.
Das Gemälde war Thema zahlreicher kunsthistorischer Studien und wurde durch Arbeiten von Künstlern wie Tadeusz Kantor neu interpretiert. Die Kleinkunstbühne Piwnica pod Baranami spielte 1992 das Gemälde nach.

### Historische Gestalten im Gemälde
Das Gemälde bildet zahlreiche Charaktere der polnischen Renaissance ab. Matejko nahm sich wie oftmals die Freiheit heraus, auch einige Charaktere abzubilden, die bei dem historischen Ereignis nicht dabei waren.
Im Mittelpunkt des Bildes ist Sigismund I. abgebildet und vor ihm kniet sein Neffe Albrecht von Preußen. Der spätere Sigismund II. August wird hier als fünfjähriger Knabe in einem roten Kleid abgebildet, hochgehalten von seinem Hauslehrer Piotr Opaliński. In ihm porträtiert Matejko seinen Zeitgenossen Józef Szujski, Professor an der Jagiellonischen Universität. Außerdem sind 31 Gestalten aus der Zeit des Ereignisses abgebildet, darunter:
Georg, Markgraf von Brandenburg-Ansbach, Albrechts Bruder aus dem Haus Hohenzollern, der Verhandlungsführer des Hochmeisters gewesen war, und der bei der Huldigung eine Eventualbelehnung für sich und alle seine Nachkommen erhielt, und beider Schwager Friedrich II. von Liegnitz, als Witwer seiner ersten Gattin Schwager Sigismunds des Alten und ebenfalls vormaliger Verhandlungsführer des Hochmeisters, Gesicht nur teils zu sehen, stehen hinter Albrecht.
- Der alte, bärtige Mann im Hintergrund zwischen Albrecht, Georg und Friedrich, ist der Kastellan Posens Łukasz II Górka, der mit Preußen sympathisierte.[1]
- Friedrich von Heydeck, Oberkompan und Komtur, Berater Albrechts, steht hinter der Fahne und wartet darauf, sie nach dem Geschehen in Empfang zu nehmen.[1]
- Der Bischof von Krakau Piotr Tomicki – mit der Mitra – steht rechts vom König.
- Der Mann, der das Schwert hochhält, ist der Diplomat Hieronim Łaski, Neffe des Erzbischofs Jan Łaski.[1] Sie stehen zur Rechten des Königs über der Menge. Tomicki steht zwischen Jan und Hieronymus, der das Schwert starr in den Händen hält, gleichsam als Warnung an den Preußen.[1]
- Die Herzogin Anna Radziwiłł, oben links, die Herrin vom Herzogtum Masowien, die schon 1522 starb, wurde absichtlich in das Bild aufgenommen, um die Verbindung ihres Landes mit Polen zu betonen.[1]
- Janusz III von Masowien, der letzte Herzog in der Piasten-Linie von Masowien. Er starb sehr jung 1526.
- Hedwig Jagiellonica, Kurfürstin von Brandenburg (1513–1573), Tochter Sigismund des I. des Alten und seiner ersten Frau Barbara Zápolya, und durch Sigismund Cousine Albrechts. Die Königin hatte geplant, ihre Tochter mit Prinz Janusz zu verheiraten, was aber sein früher Tod vereitelte. Diese Figur wird durch Matejkos Tochter Beata personifiziert, oben links im Gemälde unterhalb von Anna Radziwiłł.
- Unterhalb links von Hedwig befindet sich Mauritius Ferber, Bischof von Ermland, in einem Gespräch mit dem preußischen Diplomaten Krzysztof Kreutzer.[1] Der beunruhigte Ferber scheint eine Geste der Abwehr von Unglück zu machen, während Kreutzer ihn zu beruhigen versucht.[1]
- Königin Bona Sforza, Mitte links, wird dargestellt durch Matejkos Frau Teodora, geborene Giebułtowska.[1]
- Piotr Kmita Sobieński, Großmarschall der Krone und Statthalter von Krakau, hat beunruhigt die rechte Hand erhoben, wie um von der Menge Ruhe und Ordnung zu verlangen.[1]
- Der Starost von Chmielnik Przecław Lanckoroński, zu Pferd, unten rechts im Bild, ein ruhmreicher Heerführer, aber über seine Jugend hinaus, personifiziert die immer noch beachtliche militärische Stärke des Bundes.[1]
- Der ältere Schnurrbartträger in Weiß, über Bischof Ferber und links von der Herzogin Anna, ist Prinz Konstantin Iwanowitsch Ostroschski, Groß-Hetman von Litauen, Woiwode von Troki, Kastellan von Wilna.[1]
- Mit Helm, rechts von Prinz Ostroschski, steht Jan Amor Tarnowski, Statthalter von Krakau, der später Hetman wurde. In ihm wird Stanisław Tarnowski porträtiert, Professor an der Jagiellonen-Universität, Literaturhistoriker und Biograph Matejkos.[1]
- Der Mann, der Münzen von dem Tablett nimmt, ist Andrzej Kościelecki, Schatzmeister und Hofmarschall, der die Staatsfinanzen verwaltet.[1] Stolz und siegessicher symbolisiert er die Bedeutung und den Reichtum der polnischen Verwaltung dieser Zeit.[1]
- Rechts von der großen schwarzen Gestalt von Opaliński ist Krzysztof Szydłowiecki, der außenpolitische Berater des Königs dargestellt. Er hält den Reichsapfel in seiner Rechten. Seine besorgte Miene scheint die Ehrlichkeit der Feier zu bezweifeln.[1]
- Hetman Mikołaj Firlej, zwischen Krzysztof Szydłowiecki und Andrzej Tęczyński, Kastellan von Krakau, trägt ebenfalls eine besorgte Miene zur Schau.[1]
- Andrzej Tęczyński, der oben rechts in der Ecke die Fahne hält, ist der Fähnrich von Krakau und wurde später Kastellan ebenda. Er hat anscheinend Schwierigkeiten, die polnische Fahne geöffnet zu halten, ein weiteres ungünstiges Omen.[1]
- Albrecht Goštautas (Olbracht Gasztołd), Kanzler des Großherzogtums Litauen und Woiwode von Wilna, ist ganz oben rechts im Bild kaum sichtbar.[1] Der König hatte ihn mit der Abfassung des Litauischen Statuts betraut. Seine Anwesenheit im Gemälde symbolisiert die politische Weisheit des Königs als Gesetzgeber.
- Unterhalb des Königs sitzt mit gleichfalls sorgenvoller Miene Stańczyk. Er scheint Zweifel zu haben, ob die Huldigung auf lange Sicht einen Sieg bedeutet, und er macht eine Geste der Abwehr.[1]
- Weiter unten in der linken Ecke steht dem Betrachter Bartolomeo Berrecci gegenüber, Architekt und Wiederaufbauer des Wawels.[1] Er hält ein Dokument mit dem königlichen Siegel. Neben ihm ist Seweryn Boner, ein wichtiger Bürger und Bankier, eins der beiden Selbstporträts Matejkos im Bild.[1] Das andere ist das Gesicht des Hofnarren Stańczyk. Als Berecci, mit einem königlichen Zepter in der Hand, porträtierte sich Matejko als graue Eminenz, die das Geschehen beherrscht.[1] Unterhalb Hedwigs ist ein alter Ordenssoldat abgebildet, ein Hinweis auf das Ende des Deutschordensstaates.[1] Am unteren Rand des Gemäldes, bewacht eine Stadtwache die Volksmenge, damit es keine Störung der Zeremonie gibt.[1] Ganz oben im Bild symbolisiert eine Taube den Frieden.[1]

Matejko malte die Krakauer Tuchhallen, den historischen Ort des Geschehens, im Renaissancestil. Diese Gestalt hatten sie 1555 erhalten, nachdem ein Feuer das ursprünglich gotische Bauwerk zerstört hatte. Zur Zeit der Huldigung stand es noch. Im Hintergrund ist die Marienkirche von Krakau sichtbar.

## Geschichte

### Entstehung und Stiftung
Matejko begann das Bild am Weihnachtsabend des Jahres 1879 und stellte es 1882 fertig. Er stiftete das Gemälde der polnischen Nation (vertreten durch die Stadt Krakau) während eines Treffens des Galizischen Landtages in Lemberg am 7. Oktober 1882, um zu einer Spendensammlung für die Restaurierung des Wawels, der Residenz der polnischen Könige in Krakau, Anstoß zu geben. Das Gemälde wurde damals in Krakau, Lemberg und Warschau ausgestellt, auch in Berlin, Paris, Budapest und vor allem in Rom und Wien, bevor es 1885 nach Krakau zurückkehrte. Der Wawel wurde damals von der österreichischen Armee als Kaserne benutzt. Daher wurde das Gemälde im Museum der Krakauer Tuchhallen ausgestellt.
Während der deutschen Besetzung Polens 1939–1945 wurde das Gemälde vor den Besatzern, die es als Akt der Geschichtsrevision zerstören wollten, in der Stadt Zamość versteckt. Ähnlich wie Matejkos Schlacht bei Grunwald konnten die Deutschen es daher nicht finden.
Seit 1945 wird das Bild meist in der „Halle der Preußischen Huldigung“ im Nationalmuseum in den Krakauer Tuchhallen ausgestellt.
Vom 23. September 2011 bis zum 9. Januar 2012 war es in der Ausstellung „Tür an Tür. Polen – Deutschland. 1000 Jahre Kunst und Geschichte“, veranstaltet vom Königsschloss in Warschau zusammen mit dem Martin-Gropius-Bau, in Berlin zu sehen.

### Restaurierungen
1915 wurde das Bild zum ersten Mal restauriert, 1938 ein weiteres Mal. Die Jahre im Versteck während des Zweiten Weltkriegs überstand es nicht ohne Beschädigung, weshalb 1945 eine weitere Restaurierung notwendig wurde. Auch 1974 gab es Restaurierungsarbeiten, bevor es nach Moskau zu einer Ausstellung reiste. Die letzten Restaurierungen fanden zwischen 2006 und 2008 statt.